# Chiesa di San Michele (Crespina)
La chiesa di San Michele si trova a Crespina.

## Storia e descrizione
Fu costruita fra il 1885 e il 1891 e sostituì un edificio risalente all'VIII secolo, posto ai piedi del castello.
La semplice facciata, ad un solo ordine tuscanico con paraste lisce che sostengono un timpano triangolare, è animata da una statua di San Michele Arcangelo. All'interno spicca il grande arcone del presbiterio retto da doppie colonne marmorizzate ornate di capitelli in stucco. La decorazione del soffitto della navata, della cupola e dell'abside con Storie di Cristo e di san Michele (1950-1954) è di Antonio Gaioni. Di particolare interesse due tavole trecentesche: un San Michele Arcangelo che abbatte il drago attribuita a Bernardo Daddi, e una Madonna col Bambino e angeli musicanti di Giovanni di Bartolomeo Cristiani.